# Герман Германов
Герман Димитров Германов е български офицер, генерал-лейтенант.

## Биография
Роден е 26 март 1922 г. в Пловдив. До 1941 г. учи в Пловдив. От 1938 г. е член на РМС, а от 1941 г. и на БКП. От 1941 до 1943 г. е наборен войник в бронирания полк в София. Арестуван е за кратко през 1942 г., но освободен. От 1943 до 1944 г. е студент в Юридическия факултет на Софийския университет и член на БОНСС. От януари до юни 1944 г. е представител на ОК на РМС в Областния комитет на ОФ в Пловдив. Излиза в нелегалност през юни и става отговорник за бойните групи при щаба на втора оперативна зона. След 9 септември 1944 г. е помощник-командир на 2-ро общовойсково моторно отделение до декември 1944 г. Изкарва съкратен курс във Военното училище в София. След това до октомври 1945 г. е последователно председател на младежката комисия към Областния комитет на РМС в Пловдив и секретар на Областния комитет. По това време става член на ЦК на РМС. От 1945 до 1947 г. е инструктор при Областния комитет на БКП. През 1947 г. изкарва 7-месечен курс при Партийната школа на БКП. Между 1947 и 1948 г. е инструктор при ЦК на БКП. През 1948 г. изкарва 1-месечен курс за политически офицери. От 1948 до 1950 е заместник-командир по политическата част на трета стрелкова дивизия. В периода октомври 1950 – май 1952 г. е началник на политическия отдел на Девета танкова дивизия. От май 1952 е началник на политическия отдел на трета армия. Учи във Военно-тиловата академия „Молотов“ в СССР. В периода 1958 – 1981 г. е командващ тила на българската армия. От 1952 г. е полковник, а от 19 септември 1959 г. е генерал-майор. От 1964 г. е генерал-лейтенант. Умира в София през 1989 г. На негово име е кръстен клуб „Тил – ген. Герман Германов“ към Съюза на офицерите и сержантите от запаса и резерва. На 6 март 1972 г. е награден с орден „Народна република България“ – I ст., а на 4 март 1982 г. с орден „Георги Димитров“.

## Военни звания
- полковник – 1952
- генерал-майор – 19 септември 1959
- генерал-лейтенант – 1964